# كاريل غوت
كاريل غوت (بالتشيكية: Karel Gott)‏ هو رسام ومغني وممثل تشيكي، ولد في 14 يوليو 1940 في بلزن في التشيك. من الجوائز التي نالها برو إفولوشن سوكر سنة 2009.

## جوائز
- وسام ترتيب الصداقة بين الشعوب
- ميدالية الاستحقاق التشيكية [الإنجليزية]‏ (2009)

## وصلات خارجية
- الموقع الرسمي
- كاريل غوت على موقع IMDb (الإنجليزية)
- كاريل غوت على موقع مونزينجر (الألمانية)
- كاريل غوت على موقع ألو سيني (الفرنسية)
- كاريل غوت على موقع ميوزك برينز (الإنجليزية)
- كاريل غوت على موقع أول موفي (الإنجليزية)
- كاريل غوت على موقع قاعدة بيانات الأفلام السويدية (السويدية)
- كاريل غوت على موقع أول ميوزيك (الإنجليزية)
- كاريل غوت على موقع ديسكوغز (الإنجليزية)
- كاريل غوت على موقع قاعدة بيانات الفيلم (الإنجليزية)
- كاريل غوت على موقع ليتربوكسد (الإنجليزية)